# Amanda show
Az Amanda show (eredeti cím: The Amanda Show) 1999 és 2002 között vetített amerikai szkeccsműsor, a Sok hűhó című műsor spin-offja. A műsor alkotója Dan Schneider, a produkció pedig különböző vicces jelenetekből áll, amiknek főszereplője Amanda Bynes, de mellette felbukkan még Drake Bell, Nancy Sullivan, Josh Peck és Johnny Kassir.
A műsort az Amerikai Egyesült Államokban a Nickelodeon adta le. 1999. október 16. és 2002. szeptember 21. között, Magyarországon szintén a Nickelodeon mutatta be. A sorozat váratlanul véget ért a harmadik évad után, megmagyarázatlanul hagyva az egy ideje felépített, "Moody's Point" nevű visszatérő jelenetet. Bynes ezután Schneider más produkcióiban, mint a "Tesóm nyakán" című sorozat vagy a "Minden hájjal megkent hazug" című film szerepelt, Bell, Peck és Sullivan pedig a "Drake és Josh" című vígjátéksorozatban.
Évtizedekkel a műsor befejezése után derült csak ki a színészek és stábtagok elmondásai alapján, hogy a sorozat forgatása során illetlen viselkedésnek, szexuális zaklatásnak voltak kitéve, és nem kaptak egyenlő javadalmazást sem. A témáról a 2024-es "Csend a forgatáson – A gyerektévé sötét oldala" című dokumentumfilm-sorozat számolt be

## A műsor felépítése
A produkció több kisebb szegmensből állt, melyeknek főszereplője Amanda Bynes. A szegmensek közt voltak többek közt reklámparódiák, valamint műsorok kifigurázott változatai (pl. a Trudy bírónő, ami a Judy bírónő című műsort parodizálta ki, a "Gázgömb" videotéka, amiben mozifilmek ócska házivideós utánzatait árusították, a nem túl éles eszű "Teljesen Kyle", a "Ki akar nyerni öt dollárt?" című vetélkedőparódia, vagy a tinisorozatokat kifigurázó Moody's Point).
A szegmenseknek több visszatérő poénja is volt, többek közt Amanda őrült rajongója, Penelope Taynt, aki folyton találkozni akart vele (ezt a karaktert maga Amanda Bynes keltette életre), vagy a "Táncoló homárok", akik jellemzően a Trudy bírónő jelenetek lezárását követően jelentek meg.
A műsornak több olyan szegmense is volt, ami alapján később sorozatot készítettek, ilyen többek közt a Drake és Josh.

## Epizódok
| Évad | Évad    | Epizódok | Eredeti sugárzás  | Eredeti sugárzás     |
| Évad | Évad    | Epizódok | Évadpremier       | Évadzáró             |
| ---- | ------- | -------- | ----------------- | -------------------- |
|      | 1       | 13       | 1999. október 16. | 2000. február 19.    |
|      | 2       | 17       | 2000. július 15.  | 2001. április 7.     |
|      | 3       | 10       | 2002. január 19.  | 2002. szeptember 21. |
|      | Best of | 6        | 2002. március 23. | 2002. május 18.      |

## Készítése
Amanda Bynes még csak tízéves volt, amikor a Nickelodeon tehetségkutató ügynökei felfedezték őt Los Angelesben, egy stand up-szám előadása közben. Szerepet ajánlottak neki a "Sok hűhó" című műsorban, aminek hamar a sztárja lett, de felbukkant a "Figure It Out" című vetélkedőben és más műsorokban is. A Nickelodeon elnöke, Albie Hecht nem győzte méltatni a tehetségét, és egyenesen egy "kis Carol Burnett"-nek nevezte.
1999. október 16-án rajtolhatott el a saját műsora, melynek Dan Schneider lett a producere, méghozzá szombat este, főműsoridőben. Ezzel egy időben indult el a www.amandakérlek.com weboldal is, a show-hoz kapcsolódóan. A sorozatot élő közönség előtt vették fel a Nickelodeon on Sunset stúdióban, Hollywoodban. A második évadban John Kassir és Raquel Lee otthagyták a műsort, helyettük Josh Peck került be színészként.
Három évad után, 2002. szeptember 21-én ért véget a műsor. Bynes azzal indokolta a távozását, hogy 15 évesen már nem akarta azt csinálni, mint amit 12 évesen. Így nem derült ki a visszatérő jelenetsor, a "Moody's Point" befejezése sem. Ez egy tinidráma-sorozat-paródia volt, jobbára a "Dawson és a haverok"-at kifigurázva. Cselekménye szerint Moody anyja hat évvel korábban eltűnt egy hőlégballonon, de a legutolsó levetített epizódból kiderült, hogy az igazi szülei cirkuszi artisták, a levegőben hagyva egy sor kérdést.
2024-ben Drake Bell elmesélte a "Csend a forgatáson" című dokumentumfilm-sorozatban, hogy a műsor forgatása közben Brian Peck dialógustréner többször is szexuálisan zaklatta őt, amikor még csak 15 éves volt. Pecket később letartóztatták, 16 hónap börtönre ítélték, és regisztrált szexuális zaklatóként tartották nyilván.
Két író, Christy Stratton és Jenny Kilgen, akik a sorozat első évadán dolgoztak, arról beszéltek, hogy Dan Schneider illetlen viselkedést tanúsított a jelenlétükben és többször is pornográf tartalmakat mutatott nekik a számítógépén. Ráadásul ketten csak egyetlen fizetést kaptak, ami jogellenes volt. Miután nemi diszkrimináció és ellenséges munkakörnyezet miatt pert indítottak 2000-ben, azt is állították, hogy Schneider rendszeresen arra kérte őket, hogy masszírozzák meg. Az ügy peren kívüli megegyezéssel zárult, de mindkettejüket kirúgták. Ezekről a körülményekről Jennette McCurdy is írt 2022-es "I'm Glad My Mom Died" című könyvében, aki az iCarly főszereplője volt.
Schneider a műsor adásba kerülését követően bocsánatot kért az érintettektől, és leszögezte, hogy Brian Pecket nem ő vette fel, és amikor megtudta, hogy mi történt, együttérzéséről biztosította Drake Bellt.